# Đền Itsukushima
Thần xã Itsukushima (tiếng Nhật: 厳島神社, chữ Rô-ma: Itsukushima Jinja, phiên âm Hán Việt: Nghiêm đảo thần xã) là một đền thờ Thần đạo nằm trên đảo Itsukushima (còn được gọi với tên phổ biến là Miyajima) nổi tiếng với cổng torii "nổi". Về mặt hành chính, nó thuộc thành phố Hatsukaichi, tỉnh Hiroshima, Nhật Bản. Quần thể này được UNESCO công nhận là Di sản thế giới, một số tòa nhà của nó cũng được Chính phủ Nhật Bản xếp hạng là các Báu vật Quốc gia.

## Lịch sử
Nó là thần xã chính của tỉnh Aki. Nó đã bị phá hủy nhiều lần nhưng đền thờ đầu tiên có lẽ được xây dựng vào thế kỷ thứ 6. Đền thờ hiện nay có từ giữa thế kỷ 16 dựa theo một thiết kế trước đó vào thế kỷ 12. Thiết kế đó có vào năm 1168, khi nguồn cung các quỹ được cung cấp bởi nhà quân sự Taira no Kiyomori.
Đền thờ nhằm mục đích thờ phụng các nữ thần mà Kiyomori đã nợ ơn, cảm ơn nhờ những thành công đem lại trong cuộc sống. Ban đầu nó chỉ là một đền thờ Thần đạo thuần túy, nơi mà sinh và tử không được phép diễn ra. Tại đây có Heike Nōkyō nổi tiếng hay còn được biết đến là Kinh Phật kinh điển của Gia tộc Taira. Đó là 32 cuộn kinh Phật gồm 30 cuộn Kinh Diệu Pháp Liên Hoa, 1 cuộn Kinh A Di Đà và 1 Kinh Bát Nhã Tâm đã được Kiyomori, con trai của ông và các thành viên khác trong gia đình sao chép, mỗi người hoàn thành việc viết một cuộn. Kiyomori đã dành sự giàu có của mình cho Itsukushima.

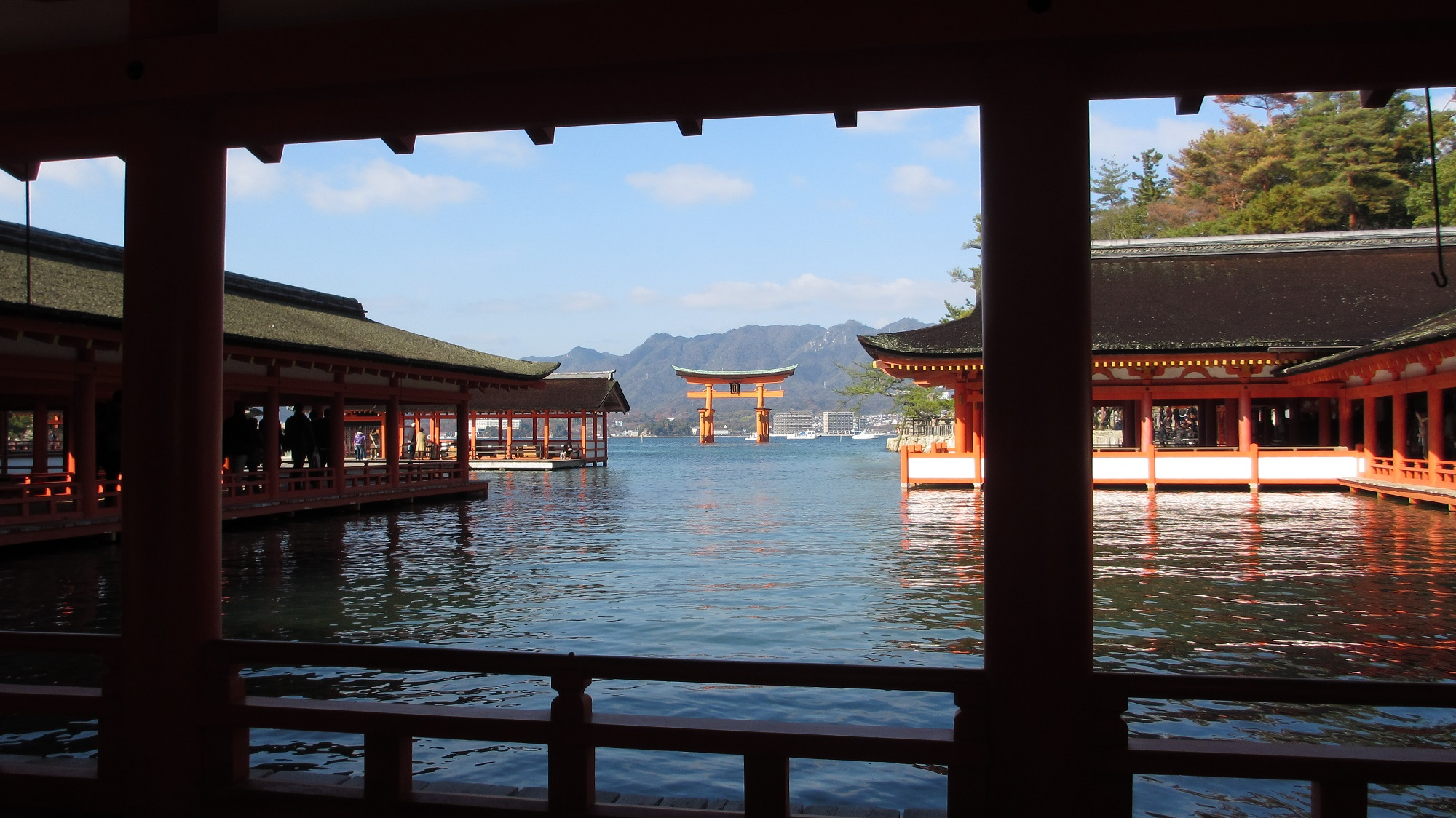
The Itsukushima Shrine at high tide, when it appears to float on the water

Ngôi đền được thiết kế và xây dựng trên các cấu trúc giống như bến tàu trên vịnh để nó dường như là nổi trên mặt nước, tách biệt khỏi hòn đảo linh thiêng, có thể được những người sùng đạo tiếp cận. Gần đền thờ là một sân khấu kịch Nō có từ năm 1590. Tại đây các buổi biểu diễn kịch từ lâu đã được sử dụng để tỏ lòng tôn kính với các vị thần thông qua nghi thức diễn ra các sự kiện quan trọng trong thần thoại Thần đạo. Ấn tượng nhất phải kể đến cổng torii của thần xã, một trong những địa điểm thu hút khách du lịch nhất tại Nhật Bản, và cũng chính là đặc trưng của Itsukushima. Khung cảnh của nó trước núi Misen được mệnh danh là Nhật Bản tam cảnh, ba danh thắng nổi tiếng nhất của Nhật Bản (cùng với Amanohashidate và Matsushima.

## Hình ảnh

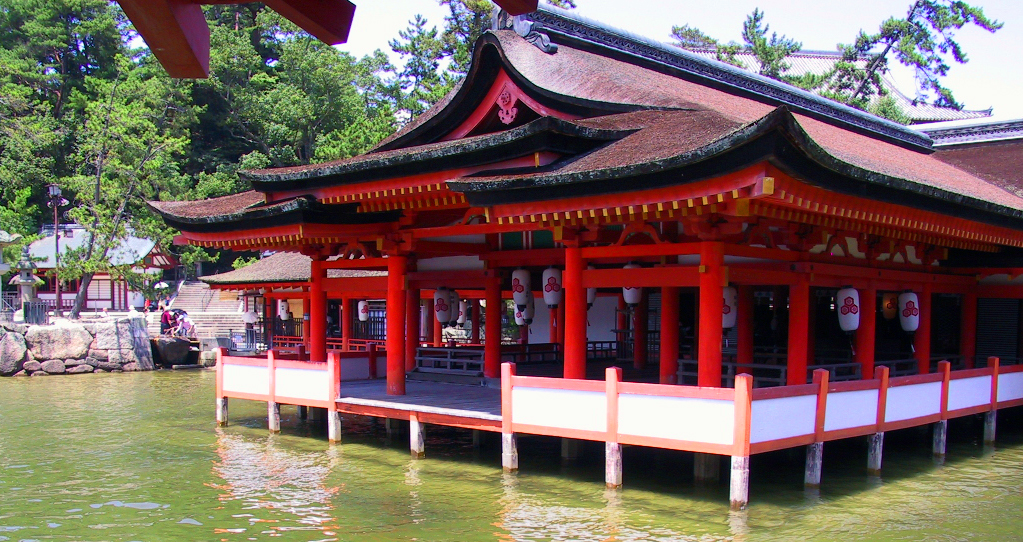
Những kiến trúc của đền được xây dựng trên biển.
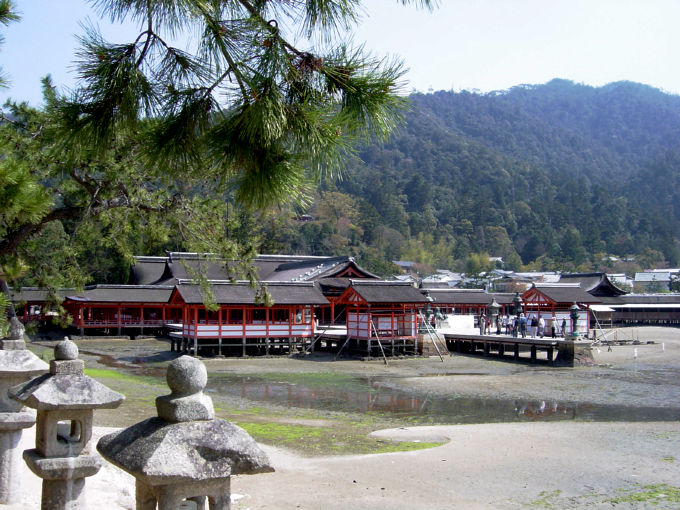
Nhìn từ biển vào
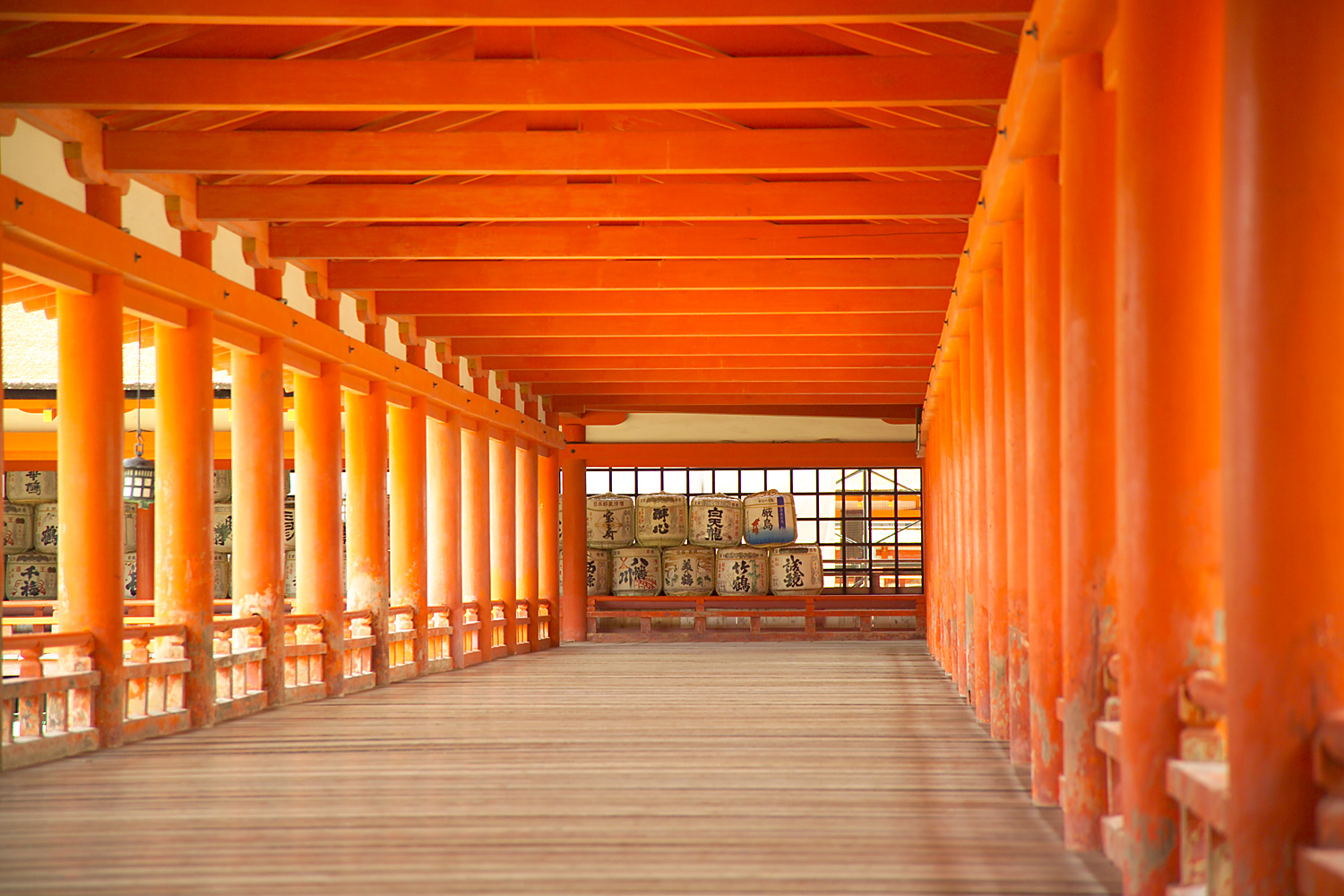
Hành lang
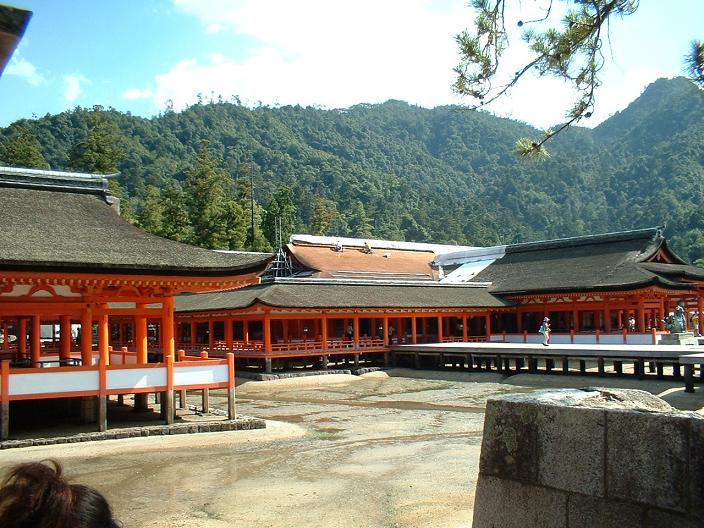
Sân
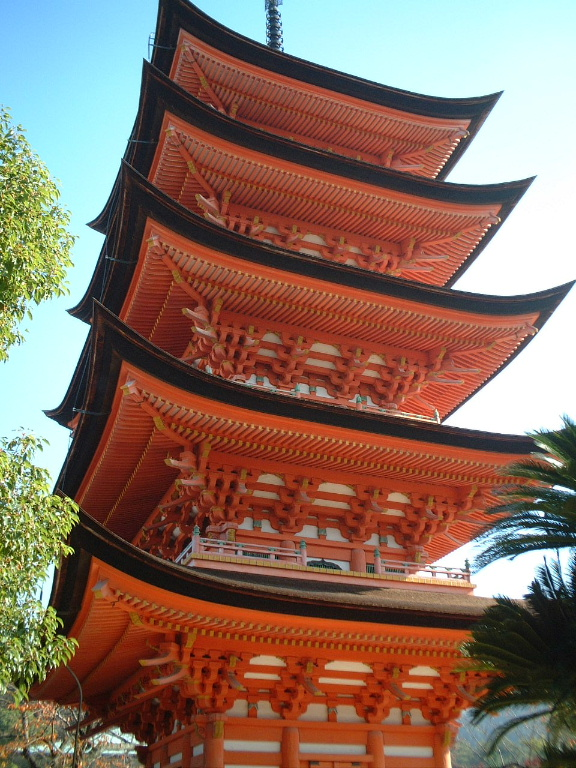
Gác 5 tầng
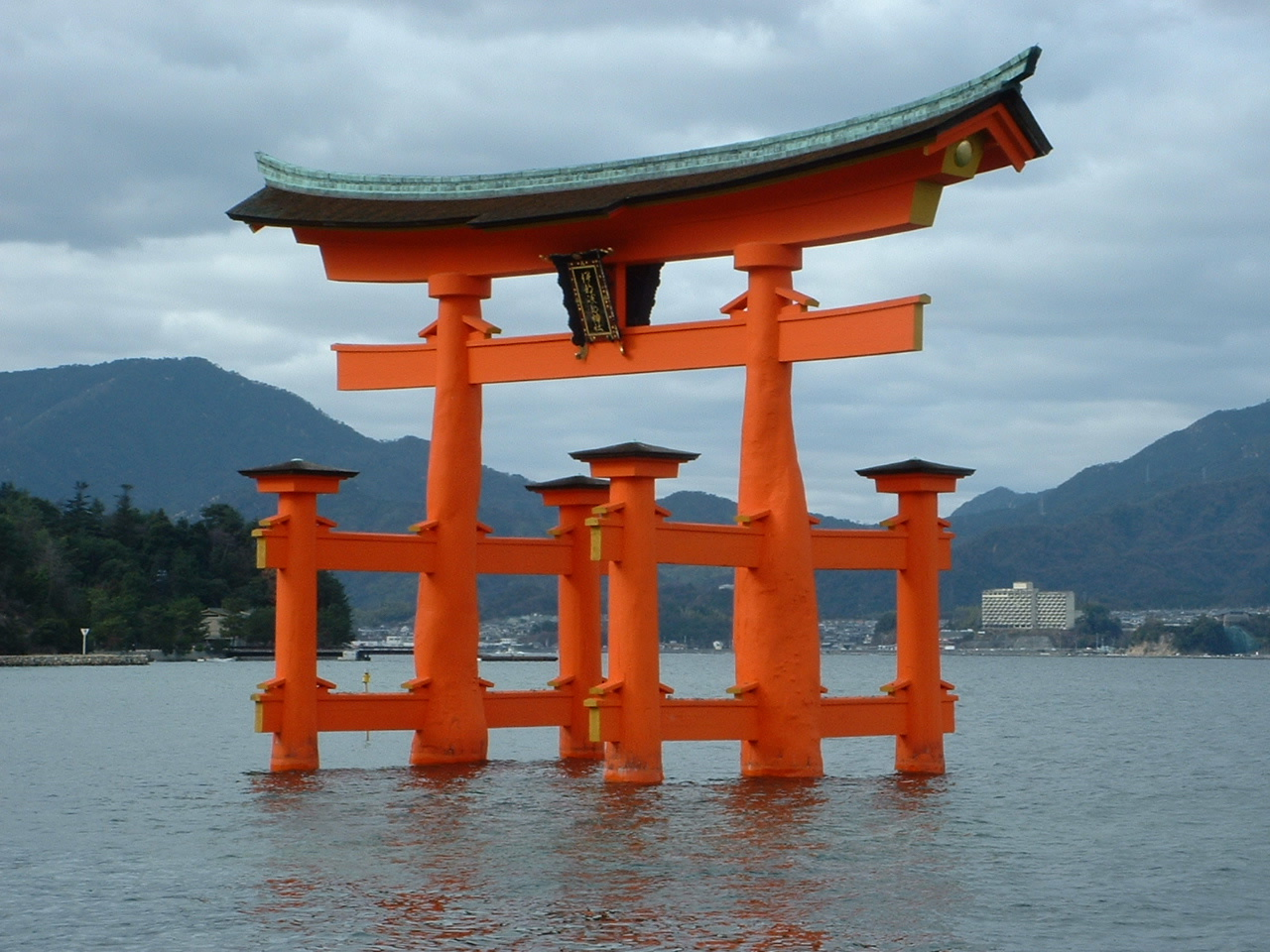
Cận cảnh cổng torii của đền
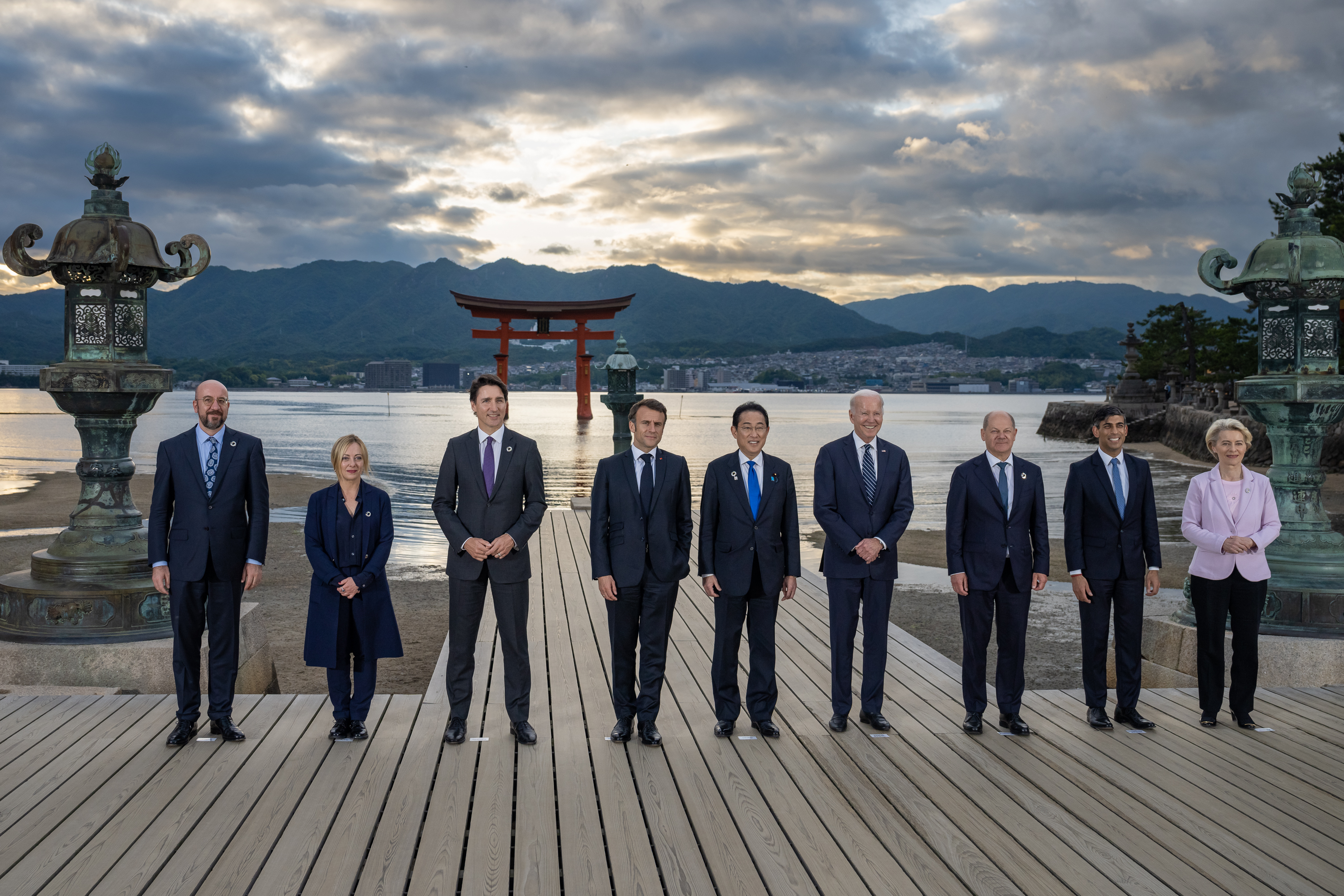
Các nhà lãnh đạo G7 chụp ảnh lưu niệm tại cổng torri (2023)